# Cooliris
Cooliris（クールアイリス）は、アメリカ合衆国サンフランシスコの主にフォトビューイング（写真・動画閲覧）環境と制作をウェブ、モバイル、デスクトップに提供する企業であった。

## 概要
Cooliris, Inc.は、独自のユーザインターフェイスで、3Dのような臨場感あふれる視聴体験を提供するCooliris 3D Wallで知られている。
2010年1月に、GoogleはAndroid上で動作する4000万台以上のスマートフォンにインストールされている公式フォトアプリ、「Android Gallery」を開発するためにCoolirisを選んだ。
この会社のコア製品は、Coolirisのモバイル用フォトビューイングアプリと2012年7月に発売された iPadとiPhone用シェアリングアプリであった。
Cooliris Inc.は、Kleiner Perkins Caufield＆Byers、T-Venture、DAG Ventures、Westly Group、NTTドコモのベンチャー企業であった。
2014年11月21日、米Yahoo!がCoolirisを買収したことが発表された。

## 製品
- Cooliris for Mobile 
  - 会社の中核製品であった、2012年発売
- Cooliris for Desktop
  - 以前は、PicLensと知られていた
- Cooliris for Web
  - Adobe Flashをベースにしたウェブアプリケーション版
- Android Gallery
  - Android端末に入っている純正のフォトアプリ
  - 2010年1月5日に販売されたNexus Oneのために、GoogleがCoolirisを開発元として選んだ
- LiveShare
  - モバイル用のメッセージアプリ、iOSとAndroid版がある
- Adjitsu
  - CADをベースにした3Dディスプレイ広告アプリ
- CoolPreviews
  - Mozilla Firefox用のWebブラウザのプラグイン
  - 同社初の製品で、2006年に発売され以前はCooliris Previewsと呼ばれていた
- BeamIt
  - iOS用のメッセージアプリ